# Эман
Эман (от лат. emano — вытекаю, распространяюсь) — внесистемная единица измерения удельной (объёмной) активности радиоактивных источников. Название связано с устаревшим названием радона — эманация.
Один эман равен активности 10−10 кюри на 1 литр.
1 эман = ⋅10-10 Ки/л
В единицах СИ:
1 эман = 3,7⋅103 Бк/м³
В основном эман используется для измерения концентрации радона в минеральной воде и воздухе. Была введена в 1921 году и в настоящее время эта единица применяется довольно редко.